# You Learn
You Learn è una canzone scritta da Alanis Morissette e Glen Ballard, per il terzo album della Morissette Jagged Little Pill del 1995.

## Il video
Esistono due diversi videoclip per "You learn". Il primo video, girato da Liz Friedlander vede la Morissette, con i dreadlock, girare per la periferia di una città, cambiando continuamente il colore della felpa che indossa. Il video si conclude con la Morissette che bacia un mimo.
Il secondo video è invece un montaggio della cantante e del suo gruppo sul palco e nei backstage.

## Tracce
1. You Learn (Album Version)  4:42
2. Your House (Live In Tokyo)  3:07
3. Wake Up (Live)  5:07
4. Hand In My Pocket (Album Version)  3:37

## Classifiche
| Classifica (1996)                      | Massima posizione |
| -------------------------------------- | ----------------- |
| Canadian Singles Chart                 | 1                 |
| UK Top 75 Singles                      | 24                |
| U.S. Billboard Hot 100                 | 6                 |
| U.S. Billboard Hot 100 Airplay         | 1                 |
| U.S. Billboard Modern Rock Tracks      | 7                 |
| U.S. Billboard Adult Contemporary      | 23                |
| U.S. Billboard Mainstream Rock Tracks] | 40                |
| U.S. Billboard Top 40 Mainstream       | 1                 |
| U.S. Billboard Adult Top 40            | 3                 |
| U.S. Billboard Rhythmic Top 40         | 32                |
| U.S. Billboard Top 40 Adult Recurrent  | 1                 |
| U.S. ARC Weekly Top 40                 | 1                 |
| Tokio Hot 100                          | 66                |
| Australia                              | 20                |
| Nuova Zelanda                          | 13                |